# Future Days
Future Days — пятый студийный альбом краут-рок-группы Can, вышедший в 1973 году.

## Об альбоме
Future Days последний диск с участием вокалиста Дамо Судзуки. Альбом имеет принципиально новое для группы, эмбиентное звучание, особенно проявляющееся в финальной, наиболее сложной и атмосферной композиции  «Bel Air». На первый план записи выходят многослойные клавишные текстуры и сложные джазовые ритмы, вокал практически на всём альбоме минимален.
Этот альбом Can, наряду с Tago Mago, наиболее оценён критикой; обе пластинки вошли в список 1001 Albums You Must Hear Before You Die. Альбом занимает 8-е место в списке «50 величайших прог-рок-альбомов всех времён» журнала Rolling Stone.

## Список композиций
Все песни написаны группой Can
1. «Future Days» — 9:30
2. «Spray» — 8:28
3. «Moonshake» — 3:03
4. «Bel Air» — 19:52

## Участники записи
- Дамо Судзуки — вокал, перкуссия;
- Михаэль Кароли — гитара, виолончель;
- Хольгер Шукай — бас-гитара, контрабас;
- Ирмин Шмидт — клавишные, синтезатор;
- Яки Либецайт — ударные.